# Макколл, Эрика
Эрика Макколл (англ. Erica McCall; род. 21 августа 1995 года в Бейкерсфилде, Калифорния, США) — американская профессиональная баскетболистка, которая выступает в женской национальной баскетбольной ассоциации за клуб «Вашингтон Мистикс». Она была выбрана на драфте ВНБА 2017 года во втором раунде под семнадцатым номером командой «Индиана Фивер». Играет на позиции лёгкого форварда.

## Ранние годы
Эрика родилась 21 августа 1995 года в городе Бейкерсфилд, столице округа Керн, (штат Калифорния), в семье Грега и Сони Макколл, у неё есть родной брат, Джастин, и сводная сестра, Деванна Боннер, двукратная чемпионка ВНБА, у них общий отец, училась там же в средней школе Риджвью, в которой выступала за местную баскетбольную команду.